# 獨行俠 (1956年電影)
《独行侠》（英語：The Lone Ranger）是一部基于《独行侠》电视连续剧暖色调的西方电影，由克莱顿·摩尔和杰伊·丝沃黑尔主演。独行侠是两部基于同名热门电视剧的电影之一；另一部是《独行侠和失落的黄金之城（1958）》。这是博尼塔威的最后一部电影。